# I. e. 70-es évek
Évszázadok: i. e. 2. század – i. e. 1. század – 1. század
Évtizedek: i. e. 120-as évek – i. e. 110-es évek – i. e. 100-as évek – i. e. 90-es évek – i. e. 80-as évek – i. e. 70-es évek – i. e. 60-as évek – i. e. 50-es évek – i. e. 40-es évek – i. e. 30-as évek – i. e. 20-as évek
Évek: i. e. 79 – i. e. 78 – i. e. 77 – i. e. 76 – i. e. 75 – i. e. 74 – i. e. 73 – i. e. 72 – i. e. 71 – i. e. 70